# Toyota SA
La Toyota SA était une voiture particulière produite par le constructeur japonais Toyota de 1947 à 1953, sa forme était inspirée de la Volkswagen Beetle. Elle a remplacé le Toyota Model AA. Tous ces véhicules ont été vendus sous le nom Toyopet. Le Toyota SA a également constitué la base du camion Toyota SG.

## Histoire
La SA était la première véritable conception d'après-guerre de Toyota. Elle différait de toutes les voitures Toyota précédentes en ayant un moteur à 4 cylindres en ligne refroidi par eau et placé à l'avant, calqué sur l'Adler allemande (auparavant un 6 cylindres était utilisé), une suspension indépendante aux quatre roues (Toyota utilisait auparavant des essieux rigides avec des ressorts à lames) et un corps aérodynamique plus petit. Le projet a été conduit par Kiichiro Toyoda qui suivait la recommandation de son père (Sakichi Toyoda), "Restez en avance sur le temps", mais la plupart des travaux de conception ont été réalisés par le Dr Kazuo Kumabe. Le SA bien qu'animé par un moteur à l'avant et refroidi par eau aurait partagé son châssis avec la Volkswagen Beetle.
La carrosserie était aérodynamique dans un style similaire à celui de la Volkswagen Beetle. Seule une berline à deux portes a été fabriquée, ce qui la rendait impropre au marché des taxis. Les portes étaient articulées à l'arrière (souvent appelées portes suicide). Le pare-brise était plat avec un seul essuie-glace monté au-dessus du conducteur. Seule la conduite à droite était proposée. Un certain nombre d'exemplaires sont acheminées vers l'Égypte.
Hélas pour Toyota, la Toyota SA s'est avérée être un revers commercial. Bien que les restrictions sévères aient perdurés au Japon jusqu'en octobre 1959, la SA a connu des difficultés de vente. D'une part, le nombre restreint de particuliers ayant la capacité financière d'acquérir une voiture à la fin des années 1940 a été un facteur limitant. De plus, en tant que voiture à deux portes, la Toyota SA a été exclue d'office des marchés des flottes de taxis, qui représentaient une part significative du volume des ventes. La production de la Toyota SA s'est étendue jusqu'en 1951, mais seulement un peu plus de 10 000 unités ont été fabriquées.